# Ring de boxa

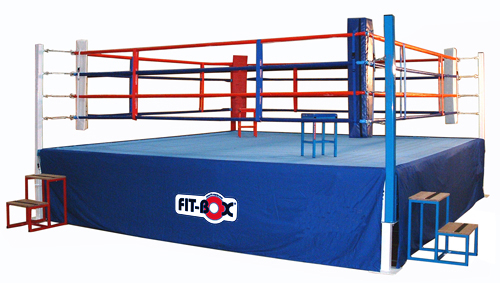
Ring de boxa.

Un ring de boxa (de l'anglès ring, «cercle») o quadrilàter és un espai quadrat a l'interior del qual la lluita es porta a terme. Tenint en compte el gran nombre d'organitzacions internacionals, les dimensions poden variar significativament.
El ring fa entre 6 i 8 m de costat delimitat per 3 o 4 cordes i reposa sobre una base d'un metre d'alçada. Hi ha dos cantons per als combatents i dos cantons nomenats « cantons neutrals » on l'arbitre envia el boxejador que va noquejar al seu oponent per al recompte reglamentari.
Al savate, el ring es coneix com a « enceinte ».

## Història
Originalment els combats es desenvolupaven en qualsevol terreny pla, marcat amb un cercle (en anglès, ring). Ja el 1743, seguint les regles de la boxa, s'especificava que el cercle hauria de contenir un altre cercle menor al seu interior, on els contendents es trobaven al començament de cada assalt o tornada (en anglès, round).
El primer ring quadrat va ser introduït a Anglaterra, per la Pugilistic Society («Societat Pugilística») el 1838. Les seves especificacions eren de 7,3 m² (24 peus), i limitat amb dues cordes.